# 162. Infanterie-Division (Wehrmacht)
Die 162. Infanterie-Division (162. ID) war ein Großverband des Heeres der deutschen Wehrmacht im Zweiten Weltkrieg.

## 162. Infanterie-Division (1939–42)

### Geschichte
| Datum                         | Korps       | Armee     | Armeegruppe | Schauplatz              |
| ----------------------------- | ----------- | --------- | ----------- | ----------------------- |
| Dezember 1939 bis April 1940  | Aufstellung | –         | –           | Groß Born               |
| Mai 1940                      | Reserve     | OKH       | –           | Darmstadt               |
| Juni 1940                     | XXXI        | 16. Armee | A           | Lothringen              |
| Juli bis August 1940          | XXXV        | 18. Armee | –           | Ostpreußen              |
| September 1940 bis April 1941 | XXXV        | 4. Armee  | B           | Ostpreußen              |
| Mai 1941                      | XX          | 9. Armee  | B           | Ostpreußen              |
| Juni bis Juli 1941            | XX          | 9. Armee  | Mitte       | Białystok               |
| August bis September 1941     | Reserve     | –         | Mitte       | Smolensk                |
| Oktober bis Dezember 1941     | XXVII       | 9. Armee  | Mitte       | Wjasma, Kalinin, Rschew |
| Januar bis März 1942          | XXVII       | 9. Armee  | Mitte       | Rschew                  |
| April 1942                    | –           | 9. Armee  | Mitte       | Rschew                  |

#### Einsatzgebiet
- Deutschland: Dezember 1939 bis Juni 1941
- Ostfront, Zentralabschnitt: Juni 1941 bis Januar 1942

Die 162. Division wurde am 1. Dezember 1939 als Teil der 7. Aufstellungswelle im Wehrkreis II (Stettin) auf dem Truppenübungsplatz Groß Born aufgestellt. 1940 erhielt sie die Feldersatz-Bataillone 12, 32 und 34, um auf Sollstärke zu kommen. Am 1. Januar 1941 wurde ihr zusätzlich das IV. Abtl./AR 236 unterstellt. Beim Angriff auf die Sowjetunion gehörte die 162. ID zur Heeresgruppe Mitte und wurde am 23. Dezember 1941 aufgelöst. 
Am 18. Mai 1942 wurden die Reste der Division zur Auffrischung nach Stettin verlegt. Sie fungierten als Ausbildungseinheit für ausländische Freiwillige. Der neu gebildete Verband wurde am 21. Mai 1943 in 162. Turkmenische Division umbenannt.

### Gliederung
| 162. Infanterie-Division 1939                       | 162. Infanterie-Division 1940 |
| --------------------------------------------------- | --- |
| - Infanterie-Regiment 303 - Infanterie-Regiment 314 | - Infanterie-Regiment 303 - Infanterie-Regiment 314 - Infanterie-Regiment 329                                                                   |
| - leichte Artillerie-Abteilung 236                  | - Artillerie-Regiment 326 |
|                                                     | - Pionier-Bataillon 326 - Panzerjäger-Abteilung 326 - Infanterie-Divisions-Nachrichten-Abteilung 326 - Infanterie-Divisions-Nachschubführer 326 |

### Wichtige Personen
- Generalleutnant Hermann Franke, Divisionskommandeur

## 162. Turkmenische Infanterie-Division (1943–45)
Zunächst fungierte lediglich ein Stab, der im besetzten Hinterland der Heeresgruppe Süd eine sogenannte Turkistanische Legion aus nicht-russischen (kaukasischen, turkestanischen, georgischen, armenischen) Kriegsgefangenen zum Kampf gegen die Sowjetunion formieren sollte. Die Einheit lag zunächst in der besetzten Ukraine, wo sie Angehörige der sogenannten „Ostlegionen“ ausbildete. Im Februar 1943 verlegte sie nach Neuhammer. Generalmajor Oskar von Niedermayer wurde am 30. Mai 1943 mit der Führung der 162. (Turk)-Infanterie-Division beauftragt. Dort wurde sie bis zum Herbst 1943 in eine reguläre Felddivision umgegliedert, bestand jedoch nach wie vor aus kaukasischen, georgischen und turkotatarischen Soldaten.
Die 162. (Turk)-Infanterie-Division wurde Ende 1943 in Slowenien und dann in Norditalien zur Partisanenbekämpfung bei La Spezia und im Val di Taro eingesetzt. 
Im März 1944 wurde der Verband nach Ligurien verlegt und dem dort sichernden LXXV. Armeekorps unterstellt. Am 9. Juni 1944 wurde die Division dem in Mittelitalien bedrängten XIV. Panzerkorps zugeführt. General Niedermayer war bereits am 20. Mai 1944 auf Verlangen des Oberbefehlshabers Südwest Albert Kesselring durch Generalleutnant Ralph von Heygendorff abgelöst worden. Zwischen August und November 1944 befand sich die Division im Abschnitt der 10. Armee zur Küstensicherung im Raum Rimini und verlegte im Dezember 1944 zurück nach Ligurien. 
Im März und April 1945 befand sich die Division im Verband des LXXVI. Panzerkorps im Raum Comacchio an der oberen Adria und war an der Abwehr der alliierten Frühjahrsoffensive beteiligt.
Um den 21. April setzten sich die Reste der Division nach Norden ab und gerieten bei Padua in britische Gefangenschaft.  Die Gefangenen wurden im Raum Tarent versammelt und anschließend an die Sowjetunion überstellt.

### Gliederung Herbst 1943
- Infanterie-Regiment 303 (I.–III. aus der 2. Turkmenischen Legion)
- Infanterie-Regiment 314 (I.–III. aus der Aserbaidschanischen Legion)
- Divisions-Bataillon 162
- Artillerie-Regiment 236 (I.–IV. aus der 1. Turkmenischen Legion)
- Divisionseinheiten 236

### Kriegsverbrechen
Angehörige verschiedener Einheiten der Division waren von Dezember 1943 bis April 1945 bei Aktionen zur Partisanenbekämpfung in Oberitalien in mehrere Kriegsverbrechen verwickelt. Insgesamt wurden hierbei, laut dem von der Deutschen Bundesregierung finanzierten und von einer Historikerkommission geleiteten Projekts Atlante delle Stragi Naziste e Fasciste in Italia (deutsch Atlas der nazistischen und faschistischen Massaker in Italien), etwa 70 Personen durch Angehörige der 162. (Turk)-Infanterie-Division getötet.
Die meisten Opfer mit 22 Toten forderte eine Aktion am 7. Januar 1945 im Gemeindegebiet von Morfasso in der Provinz Piacenza im tosko-emilianischen Apennin.

### Wichtige Personen
- Generalmajor Oskar von Niedermayer: Divisionskommandeur vom 30. Mai 1943 bis 21. Mai 1944
- Generalmajor/Generalleutnant Ralph von Heygendorff: Divisionskommandeur vom 21. Mai 1944 bis April 1945